# プリマス郡 (アイオワ州)
プリマス郡（英: Plymouth County）は、アメリカ合衆国アイオワ州の北西部に位置する郡である。2010年国勢調査での人口は24,986人であり、2000年の24,849人から0.6％増加した。人口では州内で第7位の郡である。郡庁所在地はルマーズ市（人口9.826人）であり、同郡で人口最大の都市でもある。プリマス郡は1851年に設立され、郡名はマサチューセッツ州プリマスに因んで名付けられた。

## 歴史
プリマス郡は1851年1月15日に設立され、入植は1856年に始まった。1859年10月、最初の郡庁舎が建設され、最初の公立学校は32人の生徒で始まった。1872年、郡庁所在地がルマーズに移され、新しい郡庁舎と監獄が1873年に建設された。現在使われている郡庁舎は1900年の建設であり、赤砂岩でできている。
政界恐慌の時、農夫達が組織を作り、ファーマーズ・ホリディ・グループと名付けた。その目的は農作物の価格が希望に適うようになるまで市場に出荷しないようにして置くことだった。組織の中でも急進的な集団が裁判所からブラッドリー判事を誘拐し、郡庁舎の前で縛り首にすると脅した。ブラッドリーは解放されたが州知事が州兵をプリマス郡に派遣し、非常事態を宣言したことで、ファーマーズ・ホリディ・グループは解散となった 。

## 地理
アメリカ合衆国国勢調査局に拠れば、郡域全面積は863.96平方マイル (2,237.7 km2)であり、このうち陸地863.56平方マイル (2,236.6 km2)、水域は0.39平方マイル (1.0 km2)で水域率は0.05％である。
郡内には高さ603.5 mと世界でも10指に入るような高さの鉄塔、パパス放送用タワーがある。

### 隣接する郡
- スー郡 - 北
- チェロキー郡 - 東
- ウッドベリー郡 - 南
- ユニオン郡 - 西

## 交通

### 主要高規格道路
- アメリカ国道75号線
- アイオワ州道3号線
- アイオワ州道12号線
- アイオワ州道60号線
- アイオワ州道140号線

### 空港
郡内にルマーズ市民空港があり、ルマーズ市中央事業地区からは南西に2海里 (3.7 km) に位置している。

## 人口動態

### 2010年国勢調査
以下は2010年国勢調査による人口統計データである。
基礎データ
- 人口: 24,986人
- 人口密度: 11人/km2（29人/mi2）
- 住居数: 10,550軒
- 使用住居: 9,875軒[8]

### 2000年国勢調査

2000人口ピラミッド

以下は2000年国勢調査による人口統計データである。
| 基礎データ - 人口: 24,849人 - 世帯数: 9,372 世帯 - 家族数: 6,804 家族 - 人口密度: 11人/km2（29人/mi2） - 住居数: 9,880軒 - 住居密度: 4軒/km2（11軒/mi2） 人種別人口構成 - 白人: 98.16% - アフリカン・アメリカン: 0.29% - ネイティブ・アメリカン: 0.14% - アジア人: 0.27% - 太平洋諸島系: 0.06% - その他の人種: 0.46% - 混血: 0.62% - ヒスパニック・ラテン系: 1.32% 年齢別人口構成 - 18歳未満: 28.3% - 18-24歳: 7.2% - 25-44歳: 26.4% - 45-64歳: 22.0% - 65歳以上: 16.0% - 年齢の中央値: 38歳 - 性比（女性100人あたり男性の人口） - 総人口: 98.8 - 18歳以上: 95.7 | 世帯と家族（対世帯数） - 18歳未満の子供がいる: 35.7% - 結婚・同居している夫婦: 63.3% - 未婚・離婚・死別女性が世帯主: 6.2% - 非家族世帯: 27.4% - 単身世帯: 24.0% - 65歳以上の老人1人暮らし: 12.0% - 平均構成人数 - 世帯: 2.61人 - 家族: 3.12人 収入と家計 - 収入の中央値 - 世帯: 41,638米ドル - 家族: 50,009米ドル - 性別 - 男性: 33,566米ドル - 女性: 22,558米ドル - 人口1人あたり収入: 19,442米ドル - 貧困線以下 - 対人口: 6.0% - 対家族数: 4.4% - 18歳未満: 6.7% - 65歳以上: 6.4% |

## 都市と町

### 都市
| - ルマーズ - 郡庁所在地 - ストラブル - ウェストフィールド - アクロン - ブランズビル - クレイグ | - ヒントン - キングスレー - メリル - オイエンス - レムゼン - スーシティ |

### その他の町
| - アダビル - ブルックデール - クラソーン - ジェイムズ | - マメン - ミルナービル - ネプチューン - オリアリー | - プリマス - ポトシア - ルーブル - シーニー | - ユニオンセンター - ウェストルマーズ - レン - ヨーマンズ |

### 郡区
- アメリカ郡区
- エルジン郡区
- エルクホーン郡区
- フレドニア郡区
- ガーフィールド郡区
- グラント郡区
- ハンコック郡区
- ヘンリー郡区
- ハンガーフォード郡区
- ジョンソン郡区
- リバティー郡区
- リンカーン郡区
- マリオン郡区
- メドウ郡区
- ペリー郡区
- プリマス郡区
- ポートランド郡区
- プレストン郡区
- レムソン郡区
- スー郡区
- スタントン郡区
- ユニオン郡区
- ワシントン郡区
- ウェストフィールド郡区

## 著名な出身者
- ジム・ニコルソン、アメリカ合衆国退役軍人長官、共和党全国大会議長、駐バチカンアメリカ大使